# Jean Coussins
 (juin 2021).
Jean Elizabeth Coussins, baronne Coussins, (née le 26 octobre 1950) est une parlementaire britannique et une conseillère en responsabilité d'entreprise.

## Biographie
Lady Coussins est membre de l'Advertising Standards Authority, de la Better Regulation Commission, et est auparavant directrice générale du groupe Portman. Elle est également vice-présidente du Chartered Institute of Linguists.
Jean Coussins fait ses études à la Godolphin and Latymer School de Londres et au Newnham College de Cambridge, où elle obtient un diplôme en langues modernes et médiévales en 1973. Elle épouse, en 1976, Roger J. Hamilton, avec qui elle a trois enfants ; leur mariage est dissous en 1985.
En février 2007, la Commission des nominations de la Chambre des lords recommande sa nomination pour une pairie à vie en tant que Crossbencher au Parlement avec le titre de baronne Coussins, de Whitehall Park dans le quartier londonien d'Islington. Elle reçoit la bourse honorifique du Chartered Institute of Linguists  et est membre de la Royal Society of Arts.
En 2013, elle reçoit la médaille du président de la British Academy.